# Woreczek
Woreczek – (łac. sacculus) część ucha wewnętrznego, będąca fragmentem systemu służącego do utrzymania równowagi ciała, czyli błędnika błoniastego. Znajduje się on między ślimakiem a kanałami półkolistymi. Zawiera zgrubienie nabłonka zmysłowego, zwane plamką woreczka.

## Działanie
We wnętrzu woreczka znajdują się kamyczki powstałe z węglanu wapnia - otolity. Kiedy człowiek się przemieszcza, otolity także się poruszają, uciskając komórki receptorowe wyścielające wnętrze woreczka. Pojawiający się impuls zostaje wysłany do mózgu. Na podstawie tych impulsów jest określany stan ruchu człowieka.

## Histologia
Ściana woreczka jest zbudowana z tkanki łącznej właściwej, a jego światło jest pokryte nabłonkiem jednowarstwowym płaskim. Na jego dośrodkowej ścianie znajdują się plamki statyczne, pokryte nabłonkiem walcowatym, w którego skład wchodzą komórki włoskowate i podporowe. Istnieją dwa typy komórek walcowatych - o kształcie kubkowym i walcowatym. Na powierzchni komórek włoskowatych znajduje się rzęska zwana kinetocylium, która zawiera aksonemę 9 par + 2 mikrotubule i 30-100 mikrokosmków zwanych stereocyliami, zawierają filamenty aktynowe. Powierzchnię plamki statycznej pokrywa błona kamyczkowa, na której powierzchni znajdują się kamyczki błędnikowe, zbudowane z soli wapnia. Na przeciwległej stronie woreczka znajdują się komórki ciemne, biorą udział w wytwarzaniu endolimfy.